# Yumiko Shaku
Yumiko Shaku (jap. 釈由 美子 Shaku Yumiko; ur. 12 czerwca 1978 w Tokio) – japońska aktorka i była modelka gravure.

## Filmografia

### Seriale
- Aino Kekkon Soudanjo (TV Asahi 2017) odc.2
- Kizoku Tantei (Fuji TV 2017) gościnnie
- Thrill! Aka no Shou ~ Keishichou Shomu-gakari Hitomi no Jikenbo (NHK 2017) gościnnie
- Hottokenai Majotachi (Fuji TV 2014)
- Juui-san, Jiken desuyo (NTV 2014)
- Chi no Wadachi (Wowow 2014)
- Apoyan - Hashiru Kokusai Kuukou (TBS 2013) gościnnie
- Kodomo Keishi (TBS 2013)
- Toshi densetsu no onna (TV Asahi 2012) gościnnie
- Magma (Wowow 2012)

Deka Kurokawa Suzuki (NTV 2012)
- Lucky Seven (Fuji TV 2012) gościnnie
- Nazotoki wa Dinner no Ato de (Fuji TV 2011) gościnnie
- Onmitsu Happyakuyacho (NHK 2011)
- BOSS 2 (Fuji TV 2011)
- Kokuhatsu ~ Kokusen Bengonin (TV Asahi 2011)
- Rikon Syndrome (NTV 2010)
- Team Batista no Eiko SP Aratana Meikyuu e no Shoutai (Fuji TV 2009)
- Yonimo Kimyona Monogatari 2009 (Fuji TV 2009)
- LOVE GAME (NTV 2009)
- Konkatsu! (Fuji TV 2009)
- Ketsuekigatabetsu Onna ga Kekkon Suru Hoho (Fuji TV 2009)
- Kamen Rider G (TV Asahi 2009)
- Team Batista no Eiko (Fuji TV 2008)
- Odaiba Tantei Shuchishin Hexagon Satsujin Jiken (Fuji TV 2008) gościnnie
- Shichinin no Onna Bengoshi 2 (TV Asahi 2008)
- Bara no nai Hanaya (Fuji TV 2008)
- Teki wa Honnoji ni Ari (TV Asahi 2007)
- Galileo (Fuji TV 2007) odc.8
- Hataraki Man (NTV 2007) odc.2
- Himitsu no Hanazono (Fuji TV 2007)
- Yonimo Kimyona Monogatari Bucho-OL (Fuji TV 2006)
- Shichinin no Onna Bengoshi (TV Asahi 2006)
- Saiyuuki (Fuji TV 2006) odc.6
- Hontou ni Atta Kowai Hanashi Byoto no Nuigurumi (Fuji TV 2006)
- Kiken na Aneki (Fuji TV 2005)
- Magari Kado no Kanojyo (KTV 2005)
- Fukigen na Gene (Fuji TV 2005) odc.1
- Kurokawa no Techo (TV Asahi 2004)
- Aijou Ippon (NTV 2004)
- Sky High 2 (TV Asahi 2004)
- Stand Up!! (TBS 2003)
- Sky High (TV Asahi 2003)
- Kongai Renai (TV Asahi 2002)
- Ikiru tame no Jonetsu toshite no satsujin (TV Asahi 2001)
- G-Taste (TV Asahi 2001)

### Filmy
- Kiri: Shokugyo Koroshiya (2015)
- Aibou: The Movie III (Aibou Gekijo-ban III) (2014)
- The Tiger Mask (2013) jako Reina
- Little Maestro (Ritoru Maesutora) (2013)
- Saraba Itoshi no Daitoryo (2010)
- Ginmaku Ban Sushi Ouji! ~New York e Iku~ (2008)
- Henshin (2005)
- Godzilla: Tokyo S.O.S (2003)
- Sky High (2003)
- Godzilla kontra Mechagodzilla III (2002)
- Gekijô-ban poketto monsutaa: Mizu no Miyako no Mamori Gami Ratiasu to Ratiosu (2002)
- Księżniczka Yuki (2001)